# Peggioga solitaria
Peggioga solitaria är en insektsart som beskrevs av Melichar 1914. Peggioga solitaria ingår i släktet Peggioga och familjen Tropiduchidae. Inga underarter finns listade i Catalogue of Life.